# Wereldkampioenschappen boogschieten 1969
De wereldkampioenschappen boogschieten 1969 waren door de Fédération Internationale de Tir à l'Arc (FITA) georganiseerde kampioenschappen voor boogschutters. De 25e editie van de wereldkampioenschappen vond plaats in de Amerikaanse stad Valley Forge van 11 tot en met 20 augustus 1969.

## Medailles

### Recurve
| Onderdeel             | Goud | Goud                                           | Zilver | Zilver                                              | Brons | Brons                                            |
| --------------------- | ---- | ---------------------------------------------- | ------ | --------------------------------------------------- | ----- | ------------------------------------------------ |
| Mannen (individueel)  | USA  | Hardy Ward                                     | USA    | John Williams                                       | AUS   | Graeme Telford                                   |
| Mannen (team)         | USA  | Ray Rogers Hardy Ward John Williams            | DEN    | Herluf Andersen Arne Jacobsen Leif Skovgaard        | GBR   | Ian Dixon Roy Matthews G. Sykes                  |
| Vrouwen (individueel) | CAN  | Dorothy Lidstone                               | USA    | Doreen Wilber                                       | URS   | Nina Kozina                                      |
| Vrouwen (team)        | URS  | Emma Gaptsjenko Nina Kozina Tatjana Obraztsova | CAN    | Carol Armstrong Dorothy Lidstone Virginia Parkhurst | POL   | Hanna Brzezińska Maria Mączyńska Irena Ulatowska |

### Medaillespiegel
| Plaats | Land                | Goud | Zilver | Brons | Totaal |
| 1      | Verenigde Staten    | 2    | 2      | 0     | 4      |
| 2      | Canada              | 1    | 1      | 0     | 2      |
| 3      | Sovjet-Unie         | 1    | 0      | 1     | 2      |
| 4      | Denemarken          | 0    | 1      | 0     | 1      |
| 5      | Australië           | 0    | 0      | 1     | 1      |
| 5      | Polen               | 0    | 0      | 1     | 1      |
| 5      | Verenigd Koninkrijk | 0    | 0      | 1     | 1      |
| Totaal | Totaal              | 4    | 4      | 4     | 12     |